# پنس گروو، نیوجرسی
پنس گروو (به انگلیسی: Penns Grove) شهری در ایالت نیوجرسی کشور ایالات متحده آمریکا است که جمعیت آن در سرشماری سال ۲۰۱۰ میلادی، ۵٬۱۴۷ نفر بوده‌است.